# Liste des médaillées aux championnats du monde de gymnastique artistique - Sol

## Médaillées
| Édition | Lieu                                      | Or                                               | Argent                                    | Bronze                                          |
| ------- | ----------------------------------------- | ------------------------------------------------ | ----------------------------------------- | ----------------------------------------------- |
| 1903    | Anvers                                    | Pas d'épreuves féminines                         | Pas d'épreuves féminines                  | Pas d'épreuves féminines                        |
| 1905    | Bordeaux                                  | Pas d'épreuves féminines                         | Pas d'épreuves féminines                  | Pas d'épreuves féminines                        |
| 1907    | Prague                                    | Pas d'épreuves féminines                         | Pas d'épreuves féminines                  | Pas d'épreuves féminines                        |
| 1909    | Luxembourg                                | Pas d'épreuves féminines                         | Pas d'épreuves féminines                  | Pas d'épreuves féminines                        |
| 1911    | Turin                                     | Pas d'épreuves féminines                         | Pas d'épreuves féminines                  | Pas d'épreuves féminines                        |
| 1913    | Paris                                     | Pas d'épreuves féminines                         | Pas d'épreuves féminines                  | Pas d'épreuves féminines                        |
| 1922    | Ljubljana                                 | Pas d'épreuves féminines                         | Pas d'épreuves féminines                  | Pas d'épreuves féminines                        |
| 1926    | Lyon                                      | Pas d'épreuves féminines                         | Pas d'épreuves féminines                  | Pas d'épreuves féminines                        |
| 1930    | Luxembourg                                | Pas d'épreuves féminines                         | Pas d'épreuves féminines                  | Pas d'épreuves féminines                        |
| 1934    | Budapest                                  | pas de finales aux engins                        | pas de finales aux engins                 | pas de finales aux engins                       |
| 1938    | Prague                                    | pas de finales aux engins                        | pas de finales aux engins                 | pas de finales aux engins                       |
| 1942    | N'a pas eu lieu (Seconde Guerre mondiale) | N'a pas eu lieu (Seconde Guerre mondiale)        | N'a pas eu lieu (Seconde Guerre mondiale) | N'a pas eu lieu (Seconde Guerre mondiale)       |
| 1950    | Bâle                                      | Helena Rakoczy (POL)                             | Tereza Kočiš (YUG)                        | Stefania Reindlova (POL)                        |
| 1954    | Rome                                      | Tamara Manina (URS)                              | Eva Bosáková (TCH)                        | Maria Gorokovskaya (URS)                        |
| 1958    | Moscou                                    | Eva Bosáková (TCH)                               | Larissa Latynina (URS)                    | Keiko Tanaka (JPN)                              |
| 1962    | Prague                                    | Larissa Latynina (URS)                           | Irina Pervuschina (URS)                   | Věra Čáslavská (TCH)                            |
| 1966    | Dortmund                                  | Natalia Kutchinskaya (URS)                       | Věra Čáslavská (TCH)                      | Zinaida Drougina (URS)                          |
| 1970    | Ljubljana                                 | Ludmila Turicheva (URS)                          | Olga Karaseva (URS)                       | Zinaida Voronina (URS)                          |
| 1974    | Varna                                     | Ludmila Turicheva (URS)                          | Olga Korbut (URS)                         | Elvira Saadi (URS) Rusudan Sikharulidze (URS)   |
| 1978    | Strasbourg                                | Nellie Kim (URS) Elena Mukhina (URS)             | -                                         | Emilia Eberle (ROU) Kathy Johnson (USA)         |
| 1979    | Fort Worth                                | Emilia Eberle (ROU)                              | Nellie Kim (URS)                          | Melita Ruhn (ROU)                               |
| 1981    | Moscou                                    | Natalia Ilyenko (URS)                            | Yelena Davydova (URS)                     | Zoja Grantcharova (BUL)                         |
| 1983    | Budapest                                  | Ekaterina Szabo (ROU)                            | Olga Mostepanova (URS)                    | Boriana Stoyanova (BUL)                         |
| 1985    | Montréal                                  | Oksana Omelianchik (URS)                         | Elena Shushunova (URS)                    | Ulrike Klotz (GDR)                              |
| 1987    | Rotterdam                                 | Daniela Silivaş (ROU) Elena Shushunova (URS)     | -                                         | Aurelia Dobre (ROU)                             |
| 1989    | Stuttgart                                 | Daniela Silivaş (ROU) Svetlana Boguinskaya (URS) | -                                         | Cristina Bontaş (ROU)                           |
| 1991    | Indianapolis                              | Cristina Bontaş (ROU) Oksana Chusovitina (URS)   | -                                         | Kim Zmeskal (USA)                               |
| 1992    | Paris                                     | Kim Zmeskal (USA)                                | Henrietta Ónodi (HUN)                     | Maria Neculiţă (ROU) Tatiana Lysenko (CEI)      |
| 1993    | Birmingham                                | Shannon Miller (USA)                             | Gina Gogean (ROU)                         | Natalia Bobrova (RUS)                           |
| 1994    | Brisbane                                  | Dina Kochetkova (RUS)                            | Lavinia Miloşovici (ROU)                  | Gina Gogean (ROU)                               |
| 1995    | Sabae                                     | Gina Gogean (ROU)                                | Ji Liya (CHN)                             | Ludivine Furnon (FRA)                           |
| 1996    | San Juan                                  | Kui Yuan-Yuan (CHN) Gina Gogean (ROU)            | -                                         | Liubov Sheremeta (UKR) Lavinia Miloşovici (ROU) |
| 1997    | Lausanne                                  | Gina Gogean (ROU)                                | Svetlana Khorkina (RUS)                   | Elena Produnova (RUS)                           |
| 1999    | Tianjin                                   | Andreea Răducan (ROU)                            | Simona Amânar (ROU)                       | Svetlana Khorkina (RUS)                         |
| 2001    | Gand                                      | Andreea Răducan (ROU)                            | Daniele Hypólito (BRA)                    | Svetlana Khorkina (RUS)                         |
| 2002    | Debrecen                                  | Elena Gómez (ESP)                                | Verona van de Leur (NED)                  | Samantha Sheehan (USA)                          |
| 2003    | Anaheim                                   | Daiane Dos Santos (BRA)                          | Cătălina Ponor (ROU)                      | Elena Gómez (ESP)                               |
| 2005    | Melbourne                                 | Alicia Sacramone (USA)                           | Anastasia Liukin (USA)                    | Suzanne Harmes (NED)                            |
| 2006    | Aarhus                                    | Cheng Fei (CHN)                                  | Jana Bieger (USA)                         | Vanessa Ferrari (ITA)                           |
| 2007    | Stuttgart                                 | Shawn Johnson (USA)                              | Alicia Sacramone (USA)                    | Cassy Vericel (FRA)                             |
| 2009    | Londres                                   | Elizabeth Tweddle (GBR)                          | Lauren Mitchell (AUS)                     | Sui Lu (CHN)                                    |
| 2010    | Rotterdam                                 | Lauren Mitchell (AUS)                            | Aliya Mustafina (RUS)                     | -                                               |
| 2010    | Rotterdam                                 | Lauren Mitchell (AUS)                            | Diana Maria Chelaru (ROU)                 | -                                               |
| 2011    | Tokyo                                     | Ksenia Afanasieva (RUS)                          | Sui Lu (CHN)                              | Alexandra Raisman (USA)                         |
| 2013    | Anvers                                    | Simone Biles (USA)                               | Vanessa Ferrari (ITA)                     | Larisa Iordache (ROU)                           |
| 2014    | Nanning                                   | Simone Biles (USA)                               | Larisa Iordache (ROU)                     | Aliya Mustafina (RUS)                           |
| 2015    | Glasgow                                   | Simone Biles (USA)                               | Ksenia Afanaseva (RUS)                    | Maggie Nichols (USA)                            |
| 2017    | Montréal                                  | Mai Murakami (JPN)                               | Jade Carey (USA)                          | Claudia Fragapane (GBR)                         |
| 2018    | Doha                                      | Simone Biles (USA)                               | Morgan Hurd (USA)                         | Mai Murakami (JPN)                              |
| 2019    | Stuttgart                                 | Simone Biles (USA)                               | Sunisa Lee (USA)                          | Angelina Melnikova (RUS)                        |
| 2021    | Stuttgart                                 | Mai Murakami (JPN)                               | Angelina Melnikova (???)                  | Leanne Wong (USA)                               |
| 2022    | Liverpool                                 | Jessica Gadirova (GBR)                           | Jordan Chiles (USA)                       | Rebeca Andrade (BRA) Jade Carey (USA)           |
| 2023    | Anvers                                    | Simone Biles (USA)                               | Rebeca Andrade (BRA)                      | Flávia Saraiva (BRA)                            |

## Tableau des médailles
mis à jour après les championnats du monde de 2023.
| Rang  | Nation          | Or | Argent | Bronze | Total |
| ----- | --------------- | -- | ------ | ------ | ----- |
| 1     | Russie          | 14 | 11     | 12     | 37    |
| 2     | États-Unis      | 10 | 7      | 7      | 24    |
| 3     | Roumanie        | 10 | 6      | 8      | 24    |
| 4     | Chine           | 2  | 2      | 1      | 5     |
| 4     | Tchécoslovaquie | 2  | 2      | 1      | 5     |
| 6     | Japon           | 2  | 0      | 2      | 4     |
| 7     | Grande-Bretagne | 2  | -      | 1      | 3     |
| 8     | Brésil          | 1  | 2      | 2      | 5     |
| 9     | Australie       | 1  | 1      | -      | 2     |
| 10    | Pologne         | 1  | -      | 1      | 2     |
| 10    | Espagne         | 1  | -      | 1      | 2     |
| 12    | Italie          | -  | 1      | 1      | 2     |
| 12    | Pays-Bas        | -  | 1      | 1      | 2     |
| 14    | Yougoslavie     | -  | 1      | -      | 1     |
| 14    | Hongrie         | -  | 1      | -      | 1     |
| 14    | RGF             | -  | 1      | -      | 1     |
| 17    | France          | -  | -      | 2      | 2     |
| 17    | Bulgarie        | -  | -      | 2      | 2     |
| 19    | Allemagne       | -  | -      | 1      | 1     |
| 19    | Ukraine         | -  | -      | 1      | 1     |
| TOTAL | TOTAL           | 46 | 36     | 44     | 126   |